# Nori konj
Nori konj (angleško Crazy Horse, dakotsko Tasunka witko [tašúnka vítko] - »njegov konj je ponorel«), indijanski poglavar, * okoli 1840, Bear Butte, Južna Dakota, ZDA, † 5. september 1877, Fort Robinson, Nebraska, ZDA. 
Nori konj je postal znan po svojem junaštvu v bitkah. Njegovo ljudstvo ga je zelo spoštovalo kot jasnovidnega vodjo, ki je bil predan običajem in vrednostim staroselskega načina življenja in boju proti belemu človeku, ki je hotel prevzeti njihovo zemljo. 

## Življenje
Natančni rojstni datum Norega konja ni znan. He Dog, Oglalski bojevnik, je med intervjujem 7. junija 1930 dejal: »Jaz in Nori konj sva se rodila istega leta in v istem letnem času ... Jaz sem sedaj star 92 let.« To bi pomenilo, da se je Nori konj rodil okoli leta 1838. Encouraging Bear, njegov duhovni svetovalec, je poročal, da se je Nori konj rodil jeseni »tistega leta, v katerem so Oglale, pleme ki mu je pripadal, ukradle 100 konjev«. Sodeč po zimskem štetju Cloud Shield in White Bull-a, je bilo to leto 1840.
Tudi kraj njegovega rojstva je odprt za debato. Članek v New York Sun-u, iz dne 14. septembra 1887, med poročanjem o njegovi smrti navaja za kraj rojstva South Cheyenne River. Vsi ostali viri kažejo ali na Rapid Creek ali pa blizu Bear Butte, (oboje Južna Dakota).
Oče Norega konja, ravno tako poimenovan Nori konj (r. 1811), ki pa se je po imenovaju sina s svojim imenom preimenoval v Črva, je bil Oglala Lakota. Njegova mati, Rattling Blanket Woman (r. 1815), je bila Miniconjou Lakota. Nori konj je imel sestro, katere ime ni več znano, in polbrata (po očetovi strani), Little Hawka. Po mnenju zgodovinarjev se je njegova mati ali obesila, ko je bil v napadu Vran ubit Črvov brat, ali pa se je vrnila nazaj k svoji Miniconjou družini.
Rojstno ime Norega konja je bilo Light Hair ali pa Curly Hair, odvisno od zgodovinskega vira. Kot je bila navada pri Lakotah, se je njegovo ime tekom let spreminjalo. Ko je bil star kakih 10 let, je Črv spremenil njegovo ime v His Horse On Sight (tudi Horse Stands In Sight, His Horse Looking or His Horse Partly Showing), po sinovi vlogi v ujetju divjih konjev v Sandhills v Nebraski. Črv je prepustil svoje ime Nori konj sinu, ko se je ta pri kakih osemnajstih hrabro boril proti Arapahom.
Verjame se, da je bil Nori konj v kampu Bruléjev, ko ga je napadla ameriška vojska med Grattanskim masakrom. Po prisostvovanju smrti suškega poglavarja, Conquering Beara, je Nori konj sam odtaval v jezersko pokrajino Sand Hills, kjer je imel vizijo, ki ga bo vodila do konca življenje. Napotila ga je, naj ne sledi navadam Lakot in naj ne nosi obraznih barv in bojne perjanice, ko se podaja v bitko, ampak naj se namesto tega pomaže s prahom po laseh in obleki. Ko se je po treh dneh vrnil v vas, se je njegov oče jezil ker je odšel sam, medtem ko so bili vsi v vasi zaposleni s smrtjo Conquering Beara. Ko je Nori konj povedal Črvu, da je odšel v iskanju vizije, se je Črv še bolj razjezil, ker se Nori konj ni primerno pripravil za tako sveto nalogo.
Koncem 1850-ih in v začetku 1860-ih se je bojna slava Norega konja povečevala, tako kot njegov ugled med Lakotami. Ni veliko zapisov o njegovih bojnih podvigih, ker je bila večina bitk proti ostalim ravninskim plemenom. Zaradi svojih bojnih sposobnosti je Nori konj leta 1865 postal Ogle Tanka Un (bojni poglavar).
21. decembra 1866, je Nori konj vodil oddelek Oglal v vojaški odpravi, ki je štela 1000 bojevnikov, vključujoč pripadnike Šejenov in Miniconjoujev, proti ameriškim enotam, ki so bile nastanjene v utrdbi Phil Kearny, kar je postalo znano kot Fettermanov masaker. Nori konj je vodil oddelek, ki je zvabil ameriške vojake iz Fort Kearnya, medtem ko se je glavnina indijanskih bojavnikov skrila okoli Lodge Trail slemena. Ta zaseda je bila najhujši poraz vojske na Great Plains do takrat.
Leta 1870 se je Nori konj poročil z Black Buffalo Woman, ki se je tako ločila od No Water (kar ni bilo med Lakotami nič nenavadnega). No Water v tem času ni bil v naselju. Ko je izvedel, kaj se je zgodilo, je zbral manjšo vojno odpravo in ju izsledil. Ko ju je našel, je ustrelil Norega konja v obraz pod levo nosnico. Več starešin je prepričalo Norega konja in No Water, naj se nič več krvi ne prelije in naj No Water da Noremu konju tri konje kot kompenzacijo za rano. Zaradi tega incidenta je bil Nori konj odstavljen kot vojni poglavar. Približno ob istem času je bil v vojnih ekspedicijah južno od Platte River ubit mlajši polbrat Norega konja, Little Hawk. Leta 1871 je Nori konj poročil svojo drugo ženo, Black Shawl, s katero je imel hčerko They are afraid of Her, ki je zaradi bolezni umrla stara približno dve leti.
14. avgusta 1872 je Nori konj, skupaj s Sedečim bikom sodeloval pri prvem napadu Lakot na čete, ki so spremljale inženirje Severno-pacifiške železnice. Bitka pri Arrow Creeku se je končala z minimalnimi žrtvami na obeh straneh. 17. junija 1876 je Nori konj povedel skupino sestavljeno iz približno 1500 Lakot in Šejenov v nepričakovan napad proti generalu Georgeu Crooku, ki je poveljeval 1000 enotam konjenice in pehote, skupaj s 300 bojevniki Vran in Šošonov, kar je znano kot bitka pri Rosebudu. Čeprav bitka ni terjala mnogo človeških življenj, je vseeno dovolj zadržala Crooka, da se ni mogel pravočasno pridružiti 7. konjeniškemu polku pod poveljstvom Georgea A. Custerja, kar je zagotovilo Custerjev poraz v Bitki pri Little Big hornu.
26. junija 1876, ob treh popoldne, je Custerjeva 7. konjenica napadla vas Lakot in Šejenov, zaznamujoč začetek Bitke pri Little Bighornu. Nori konj se je vključil v bitko z odvrnitvijo prvega napada, ki ga je vodil major Marcus Reno. Ko so se Renove enote umaknile, so bojevniki Norega konja lahko začeli z zasledovanjem Custerja. V protinapadu, ki je uničil Custerjevo 7. konjenico do zadnjega moža, je Nori konj vpadel v bok iz severa in zahoda, medtem ko so Hunkpapški bojevniki pod vodstvom poglavarja Galla jurišali iz juga in vzhoda.
8. januarja 1877 so njegovi bojevniki bojevali svojo zadnjo bitko, Battle of Slim Buttes, s konjenico Združenih držav v Montani in 8. maja se je po dokončnem spoznanju, da so njegovi ljudje oslabljeni zaradi mrazu in lakote, predal enotam Združenih držav v Nebraski. Med bivanjem v utrdbi Robinson se je Nori konj tretjič poročil, z mlado hčerko trgovca, Nellie Laravie. Da bi vzpodbudil Norega konja, naj gre v Washington D.C. na srečanje z novoizvoljenim predsednikom ZDA, Rutherfordom B. Hayesom, ga je poročnik William Philo Clark 15. maja 1877 postavil za častnika v ameriški enoti indijanskih skavtov. Nori konj je kljub temu zavrnil potovanje.
Pozornost, ki je je Noremu konju namenjala vojska, je napravila Rdečega oblaka in Spotted tail, dve Lakoti, ki sta že davno pred tem sprejela način življenja belcev, ljubosumna. Sprožila sta govorice, da se želi Nori konj vrniti k staroselskemu življenju. Avgusta 1877 so častniki v Camp Robinsonu prejeli vesti, da so Nez Percei Poglavarja Josepha vdrli iz svojih rezervatov v Idahu in so se pomikali severno skozi Montano proti Kanadi. Crook je nameraval poslati velik oddelek lakotskih bojevnikov da bi jih ustavili in je želel, da bi Nori konj vodil napad. Nori konj in 7 čevljev visoki Miniconjouški vodja, Touch the Cloud, sta ugovarjala, rekoč da so jim obljubili mir, ko so se predali. Končno se je Nori konj strinjal z načrtom in dejal, da se bo boril »dokler ne bodo vsi Nez Pereci mrtvi«. Toda Frank Grouard, ki je bil uradni tolmač, je gojil osebno zamero do Norega konja in je prevedel, da je Nori konj dejal, da bo »šel na sever in se boril, dokler ne bo ostal noben belec več«. Nemir ki je nastal zaradi napačnega prevoda je naraščal, dokler ni dosegel generala Phillipa Sheridana, ki je ukazal Crooku, naj razišče zadevo.
Spotted Tail in Rdeči oblak sta skovala zaroto proti Noremu konju in poročala Crooku, da ga bo Nori konj ob naslednjem srečanju ubil. Prijatelji Norega konja so izvedeli za zaroto in ga o tem obvestili. Odgovoril je tako, da je peljal svojo bolno ženo k njenim staršem v agencijo Spotted Tail-a, medtem pa so njegovi nasprotniki razglasili, da je pobegnil iz utrdbe Robinson. Nato je Nori konj odšel k agentu Bruléjev, stotniku Luku Leaju, ki je dejal, naj se Nori konj vrne v Robinson in utiša lažne govorice. Ko se je 5. septembra vrnil v utrdbo Robinson, so ga stražarji hoteli aretirati, čemur se je uprl, in 20-letni vojak William Gentiles ga je s svojim bajonetom zabodel blizu leve ledvice. Ponoči je umrl, medtem ko je njegov oče ob njem pel smrtno pesem. Truplo so odpeljali njegovi starši in ga položili k počitku nekje v Badlands.

### Nejasnost glede njegove smrti
Dr. Valentine McGillycuddy, ki je oskrbel Norega konja potem,ko je bil zaboden, je zapisal, da je  umrl »okoli polnoči«. Sodeč po vojaških zapisih je Nori konj umrl pred polnočjo, torej 5. septembra 1877. Oglalski Suji trdijo, da je umrl po polnoči, torej 6. septembra 1877. Na spomeniku na mestu njegove smrti piše 5. september 1877. Vsako leto se oglalski Suji zberejo na mestu njegove smrti 6. septembra. Na spomeniku na fotografiji na desni piše: »Na tem mestu je bil 5. septembra 1877 ubit oglalski poglavar Nori konj« (Izvirno: »On This Spot Crazy Horse Ogallala Chief Was Killed Sept. 5 1877«).

## Crazy Horse Memorial
Nori konj je počaščen s Crazy Horse Memorial v Južni Dakoti, velikansko (nedokončano) skulpturo vklesano v goro, po zgledu Mount Rushmore.
Korczak Ziolkowski jo je začel klesati leta 1948 na željo poglavarjev plemena Lakota. Danes je končan obraz, ko bo končan cel kip, bo visok 172 m.
Mnogo je govora o pristnosti slike, na kateri naj bi bil Nori konj. Med svojim življenjem se je upiral fotografiranju, ker je imel trdna prepričanja glede ohranjanja kulture prednikov in tradicij ameriških staroselcev. Za razpravo o verodostojnosti slike na tej strani glej nižje povezavo na A sympathetic but detailed account of his life and death.

## Povezave
- The Crazy Horse Memorial newsgroup and archives for discussion and updates on progress at the mountain carving. Arhivirano 2008-03-04 na Wayback Machine.
- A more detailed profile of him
- A sympathetic but detailed account of his life and death
- A timeline of his life Arhivirano 2004-10-22 na Wayback Machine.
- The Story of the Crazy Horse Memorial, South Dakota Arhivirano 2006-01-14 na Wayback Machine.
- The Authorized Biography of Crazy Horse and His Family Part One: Creation, Spirituality, and the Family Tree.  William Matson and Mark Frethem Producers.  The Crazy Horse family tells their oral history.  DVD.

1. ↑  Encyclopædia Britannica